# (544) Jetta
(544) Jetta – planetoida z pasa głównego asteroid okrążająca Słońce w ciągu 4 lat i 62 dni w średniej odległości 2,59 j.a. Została odkryta 11 września 1904 roku w Landessternwarte Heidelberg-Königstuhl w Heidelbergu przez Paula Götza. Nazwa planetoidy pochodzi od Jetty, legendarnej postaci z Heidelbergu. Przed nadaniem nazwy planetoida nosiła oznaczenie tymczasowe (544) 1904 OU.